# Liste der Baudenkmäler in Hettstadt
Auf dieser Seite sind die Baudenkmäler in der unterfränkischen Gemeinde Hettstadt zusammengestellt. Diese Tabelle ist eine Teilliste der Liste der Baudenkmäler in Bayern. Grundlage ist die Bayerische Denkmalliste, die auf Basis des Bayerischen Denkmalschutzgesetzes vom 1. Oktober 1973 erstmals erstellt wurde und seither durch das Bayerische Landesamt für Denkmalpflege geführt wird. Die folgenden Angaben ersetzen nicht die rechtsverbindliche Auskunft der Denkmalschutzbehörde.

## Baudenkmäler nach Ortsteilen

### Hettstadt
| Lage                                          | Objekt                               | Beschreibung | Akten-Nr.              | Bild           |
| --------------------------------------------- | ------------------------------------ | --- | ---------------------- | -------------- |
| Am Hoffeld 4, Roßbrunner Straße 11 (Standort) | Bildstock                            | hochovaler Reliefaufsatz mit Darstellung der Vierzehn Nothelfer, auf abgefastem Pfeiler, Sandstein, bezeichnet 1708                                                                           | D-6-79-146-15 Wikidata | BW             |
| Greußenheimer Straße 1 (Standort)             | Bildstock                            | rundbogiger Nischenaufsatz mit Reliefs von Fruchtgehängen, erneuert, auf Säule über Postament, Sandstein, bezeichnet 1708                                                                     | D-6-79-146-2 Wikidata  | weitere Bilder |
| Greußenheimer Straße 8 (Standort)             | Bildstock                            | mit Flucht nach Ägypten, 19. Jahrhundert, bei Greußenheimer Straße im Denkmalviewer Bayern nicht kartiert.                                                                                    | D-6-79-146-13 Wikidata | BW             |
| Hallstattstraße 10 (Standort)                 | Bildstock                            | Monolith mit Nischenaufsatz und Madonnenrelief sowie abgefastem Pfeiler, Sandstein, bezeichnet 1853                                                                                           | D-6-79-146-11 Wikidata | BW             |
| Martinsstraße 18 (Standort)                   | Bildhäuschen                         | Nische mit großem Madonnenrelief mit Schulkind, Sandstein, um 1930 | D-6-79-146-4 Wikidata  | BW             |
| Neuer Weg (Standort)                          | Katholische Pfarrkirche Sankt Sixtus | Saalbau mit eingezogenem Chor und Chorflankenturm mit Spitzhelm, Turm 1598, Langhaus 1661, nach Westen verlängert, 1728, mit Kirchenerweiterung durch Eugen Altenhöfer, 1933, mit Ausstattung | D-6-79-146-1 Wikidata  | weitere Bilder |
| Neuer Weg (Standort)                          | Friedhofskreuz                       | Kruzifix auf Postament mit Inschriftenkartusche, Sandstein, bezeichnet 1792 | D-6-79-146-14 Wikidata | weitere Bilder |
| Neuer Weg (Standort)                          | Bildstock                            | rundbogiger Nischenaufsatz mit Reliefs von Fruchtgehängen, mit modernem Madonnenrelief, auf abgefastem Pfeiler, Sandstein, bezeichnet 1708                                                    | D-6-79-146-12 Wikidata | weitere Bilder |
| Rathausplatz 3 (Standort)                     | Bildstock                            | sogenanntes Rotes Bild, Reliefaufsatz mit Kreuzigungsszene, auf Pfeiler, spätgotisch, Sandstein, 1. V. 16. Jahrhundert                                                                        | D-6-79-146-9 Wikidata  | weitere Bilder |
| Rathausplatz 4 (Standort)                     | Heiligenfigur                        | Maria Immaculata, Sandstein, 18. Jahrhundert | D-6-79-146-3 Wikidata  | weitere Bilder |
| Valentinusstraße (Standort)                   | Bildstockkopf                        | Reliefaufsatz mit Marienkrönung und Dreifaltigkeit, auf erneuertem Pfeiler, Sandstein, 18. Jahrhundert                                                                                        | D-6-79-146-5 Wikidata  | weitere Bilder |
| Würzburger Straße 26 (Standort)               | Bildstock                            | rundbogiger Nischenaufsatz mit Kreuzbekrönung und Reliefs von Fruchtgehängen, auf Säule, Sandstein, bezeichnet 1709                                                                           | D-6-79-146-6 Wikidata  | weitere Bilder |
| Würzburger Straße 52 (Standort)               | Reliefplatte                         | in die Hauswand eingelassen, mit Darstellung des Antonius von Padua nebst Christuskind, Sandstein, bezeichnet 1748                                                                            | D-6-79-146-7 Wikidata  | BW             |
| Würzburger Straße 65 (Standort)               | Kreuzschlepper                       | Figur des kreuztragenden Christus auf Knien über Postament mit Inschrift, Sandstein, bezeichnet 1744.                                                                                         | D-6-79-146-8 Wikidata  | weitere Bilder |

### Hettstadterhof
| Lage                      | Objekt  | Beschreibung | Akten-Nr.              | Bild |
| ------------------------- | ------- | --- | ---------------------- | ---- |
| Hettstadterhof (Standort) | Gutshof | sogenannter Hettstadter Hof, eigentlich Heerstadter Hof, ehemals zum Kloster Unterzell gehörig, langgestrecktes Wohnbau, als zweigeschossiger Walm- bzw. Halbwalmdachbau über hohem Sockelgeschoss, bezeichnet mit "1777", die Fassade geglättet | D-6-79-146-16 Wikidata | BW   |
| Hettstadterhof (Standort) | Gutshof | Wirtschaftsgebäude, langgestreckter Massivbau mit Satteldach, 2. Hälfte 19. Jahrhundert | D-6-79-146-16 Wikidata | BW   |

## Ehemalige Baudenkmäler
In diesem Abschnitt sind Objekte aufgeführt, die früher einmal in der Denkmalliste eingetragen waren, jetzt aber nicht mehr. Objekte, die in anderem Zusammenhang – also z. B. als Teil eines Baudenkmals – weiter eingetragen sind, sollen hier nicht aufgeführt werden. Aktennummern in diesem Abschnitt sind ehemalige, jetzt nicht mehr gültige Aktennummern.

| Lage                                      | Objekt    | Beschreibung                                                                           | Akten-Nr.              | Bild |
| ----------------------------------------- | --------- | -------------------------------------------------------------------------------------- | ---------------------- | ---- |
| Hettstadt Altensteig, Grundweg (Standort) | Bildstock | Reliefaufsatz mit Pietà, auf zweitverwendetem Pfeiler, Sandstein, wohl 17. Jahrhundert | D-6-79-146-10 Wikidata | BW   |